# Верне, Оливье
Оливье Верне́ (фр. Olivier Vernet; р. 1954, Виши) — французский органист.

## Очерк биографии и творчества
Учился как органист в региональной консерватории Сен-Мор-де-Фоссе (класс Gaston Litaize), региональной консерватории Рюэй-Мальмезона (класс Мари-Клер Ален). В 1988 окончил Парижскую консерваторию (класс органа Мишеля Шапюи). Первые премии на международных конкурсах органистов (U.F.A.M.) в Париже (1984) и в Бордо (1991). Преподавал орган (профессор) в Турской консерватории, в Музыкальной академии Монако, в региональной консерватории Ниццы (с 2007). Гастролировал во Франции и за её пределами, в том числе в Германии, Канаде, Дании, Великобритании, Италии, США, Японии (2001), России (впервые в 2010). Художественный руководитель Международного конкурса органистов Монако и Органного фестиваля в Мужене.
Основа репертуара Верне — западноевропейская музыка XVII—XVIII веков. Записал 110 CD, в том числе полные собрания органной музыки И. С. Баха, Д. Букстехуде, Н. Брунса, Л. Н. Клерамбо, В. А. Моцарта, Р. Шумана, Ф. Листа и др. Ряд аудиозаписей Верне отмечен наградами профильных журналов и критиков (Diapason d’Or, Grand Prix de la Nouvelle Academie du Disque, Choc du Monde de la Musique и др.).